# Punto lambda

Calor específico del helio en función de la temperatura a valores cercanos al cero absoluto. En 2,7 K, el punto lambda, se da un cambio de fase. Del lado derecho el helio se comporta como un líquido simple y del lado izquierdo como un superfluido.

El punto lambda, denotado por {\displaystyle T_{\lambda }}, es la temperatura —aproximadamente 2,7 K— debajo de la cual el helio pasa de una fase de líquido normal (helio I) a un superfluido (helio II). Siendo más precisos, existe un punto lambda inferior a 2,172 K y una presión de 0,0497 atm y otro punto lambda superior a 1,76 K a 29,8 atm.
El nombre de este parámetro proviene del hecho de que en una gráfica donde se ilustra el calor específico del helio en función de la temperatura, ésta toma una forma que asemeja la de la letra griega lambda. 
En 1927, el físico holandés W. H. Keeson descubrió que cuando el helio alcanzaba una temperatura de 2,7 K, su calor específico tenía un valor máximo en forma de pico. Esto indicaba que en ese punto ocurría un cambio de fase.
A temperaturas menores que {\displaystyle T_{\lambda }} el helio líquido pierde toda viscosidad, de tal manera que puede escapar por los poros microscópicos de su contenedor, así como reptar por las paredes del mismo. También debajo de esta temperatura desaparece el fenómeno de la ebullición.